# 1271
1271 (MCCLXXI) a fost un an obișnuit al calendarului gregorian.

## Evenimente
- 8 aprilie: Sultanul mameluc Baibars continua expansiunea, prin cucerirea fortăreței Crac des Chevaliers, din Siria, de la cavalerii ospitalieri.
- 9 mai: Regele Eduard I al Angliei și Carol de Anjou ajung la Accra, pentru a porni cruciada împotriva lui Baibars; acțiunea nu duce la niciun rezultat.
- 2 iulie: Primul tratat de pace de la Pressburg (Bratislava): regii Ottokar al II-lea al Cehiei și Ștefan al V-lea al Ungariei își delimitează teritoriile, în urma eșuării invaziei lui Ottokar asupra Ungariei.
- 18 decembrie: Kublai-han redenumește imperiul său ca Imperiul Yuan.

### Nedatate
- februarie: Carol de Anjou cucerește Durazzo; în continuare, este ocupată o parte din Illyria, pe care cuceritorul o numește Albanum (Albania).
- Campania navală a lui Baibars asupra Ciprului înregistrează un eșec.
- Campanie eșuată a lui Baibars asupra cetății Tripoli.
- Comitatul de Toulouse, Poitou și Auvergne revin Coroanei Franței.
- Imperiul Yuan anexează regatul Nakhi din zona versantului nordic al Himalayei.
- Marco Polo părăsește Veneția, în vederea călătoriei în China.
- Mongolii încearcă să cucerească Japonia; expediția eșuează.
- Prima atestare documentară a coloniștilor străini în Maramureș.
- Prima mențiune documentară a orașului Brașov.
- Regele statului Dongola, David I, se răscoală împotriva lui Baibars și devastează regiunea Asswan.
- Sultanul de Delhi, Balban, întreprinde un marș împotriva mongolilor din Lahore.

## Arte, Știință, Literatură și Filosofie
- Se încheie construirea castelului Caerphily, cel mai mare din Țara Galilor.

## Nașteri
- 14 martie: Ștefan I de Bavaria (d. 1310)
- 27 septembrie: Venceslas al II-lea, viitor rege al Boemiei și Poloniei (d. 1305)
- Bing, viitor împărat al statului chinez Song (d. 1279)
- Dino Frescobaldi, poet italian (d. 1316)
- Mihail Iaroslavici, viitor mare cneaz de Vladimir (d. 1318)
- Rudolf al II-lea, duce al Austriei (d. 1290)

## Decese
- 18 ianuarie: Sfânta Margareta de Ungaria (n. 1242)
- 21 august: Alphonse de Poitiers, conte de Poitou și de Toulouse (n. ?)
- 9 septembrie: Iaroslav de Tver, mare cneaz de Vladimir (n. ?)
- 27 octombrie: Hugues IV, duce de Burgundia (n. 1213)

### Nedatate
- august: Barak, han de Djaghatai (n. ?)

## Înscăunări
- 1 septembrie: Grigore al X-lea, papă (1271-1276).